# Phare du Cap-Race
Le phare du Cap-Race (anglais : Cape Race Lighthouse) est un phare situé au sud-est de Terre-Neuve.

## Histoire
En 1856, les autorités britanniques du Trinity House y établirent le premier phare : c'était une tour en fonte avec une lampe à arc mise en rotation par un mécanisme d'horlogerie. On lui substitua en 1907 une tour en béton armé munie d'une lentille à échelons massive.
Le phare d'origine fut d'abord déplacé à Cape North ; il se dresse aujourd'hui face au musée des sciences et de la technologie du Canada d'Ottawa. Cape Race est également équipé d'un émetteur LORAN-C de grande puissance, dont le mât était, jusqu'à la construction de la Tour CN, l'édifice le plus élevé du Canada. Ce dernier a été désigné comme lieu historique national le 18 mai 1974.
Il fut reconnu édifice fédéral du patrimoine le 15 février 1990.